# Phelister muscicapa
Phelister muscicapa är en skalbaggsart som beskrevs av Sylvain Auguste de Marseul 1870. Phelister muscicapa ingår i släktet Phelister och familjen stumpbaggar. Inga underarter finns listade i Catalogue of Life.